# Око (комплекс небоскрёбов)
ОКО — (сокращение от «объединённые кристаллом основания») комплекс небоскрёбов, расположенных на участке 16 Московского международного делового центра «Москва-Сити».
Южная башня комплекса является третьим по высоте среди полностью достроенных зданий в Европе. Правительство Москвы купило у собственника башен — фирмы Capital Group — 55 000 м² недвижимости. На крыше Южной башни расположена самая высокая смотровая площадка в Европе.

## Состав комплекса

### Участок № 16А
На участке 16 построены два небоскрёба: в Северной башне 245 метров высоты и 49 этажей; в Южной — 354 метра высоты и 85 этажей. У обоих зданий в наличии есть подземные этажи. В зданиях располагаются как жилые, так и офисные помещения, занимая примерно одинаковую площадь: для офисов выделено 122 493 м², для апартаментов — 122 507 м².

### Участок № 16Б
На участке 16Б построен паркинг площадью 157 400 м², включающий в себя 14 надземных (высота 69 м) и 5 подземных этажей, рассчитанный на 3400 машиномест. На первом этаже паркинга расположены супермаркет, кафе, автомойка, ресторан, а также отделение банка.

## Ход строительства
- К 15 октября 2012 построено: Северная башня — 13 этажей, Южная башня — 11 этажей.
- К 6 мая 2013 построено: Северная башня — 35 этажей, Южная башня — 40 этажей.
- К 22 июня 2013 построено: Северная башня — 39 этажей, Южная башня — 46 этажей.
- К 10 января 2014 Северная башня была закончена и находилась на этапе остекления верхних этажах, Южная башня построена на 65 этажей.
- К 1 ноября 2015 Южная башня была завершена.
- В июле 2016 года обе башни и паркинг сданы в эксплуатацию.

## Галерея

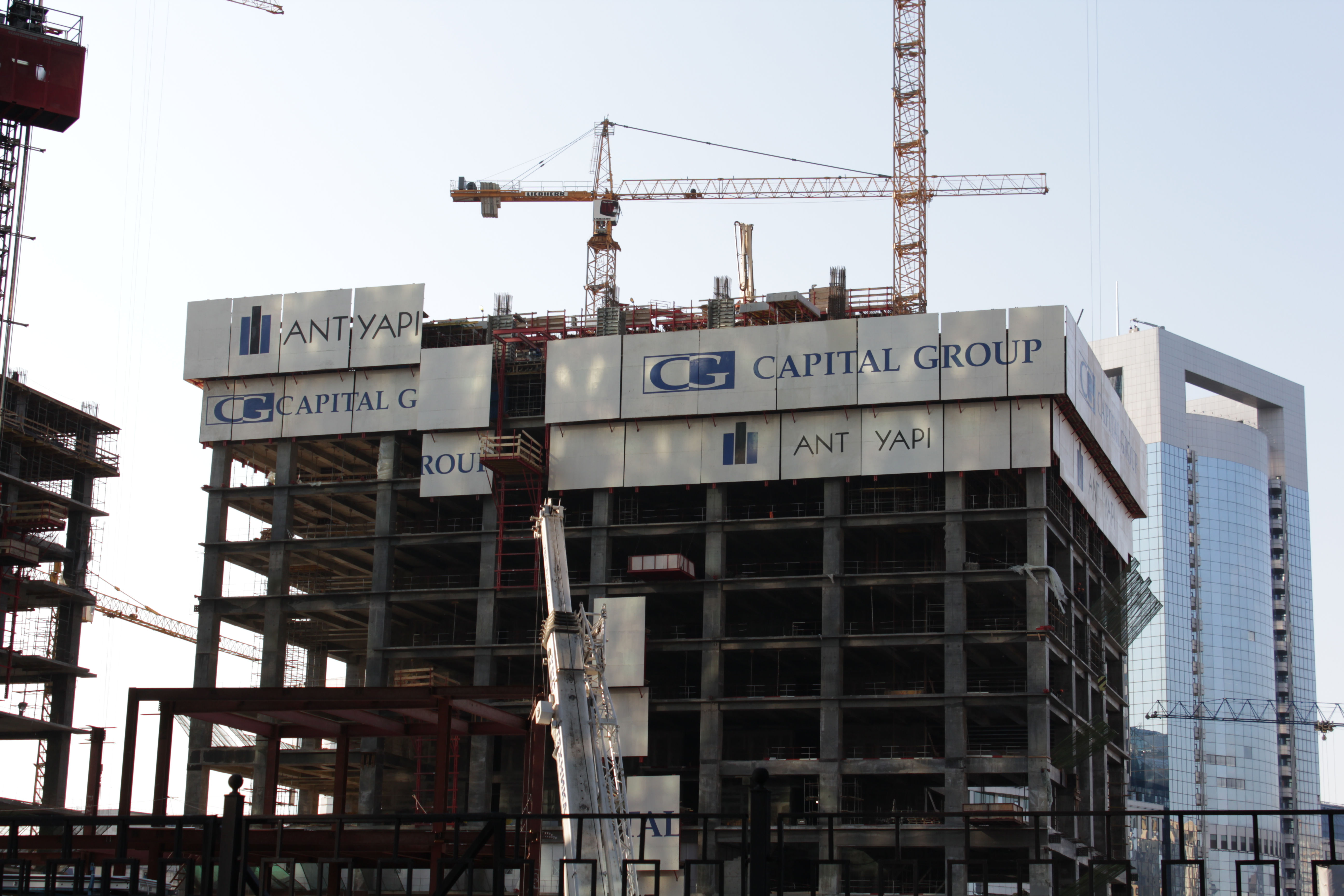
Северная Башня на 12 сентября 2012 года
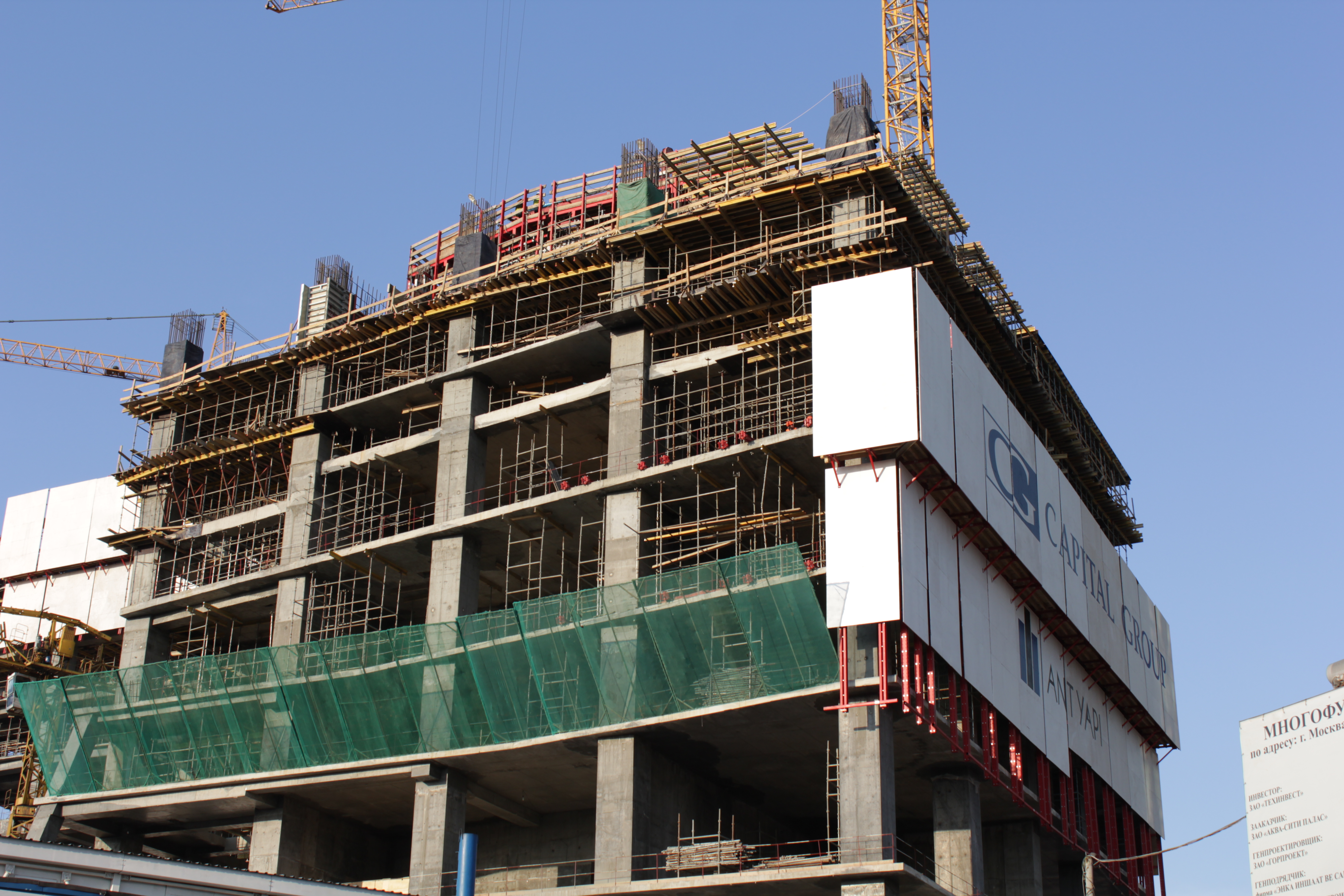
Южная Башня на 12 сентября 2012 года
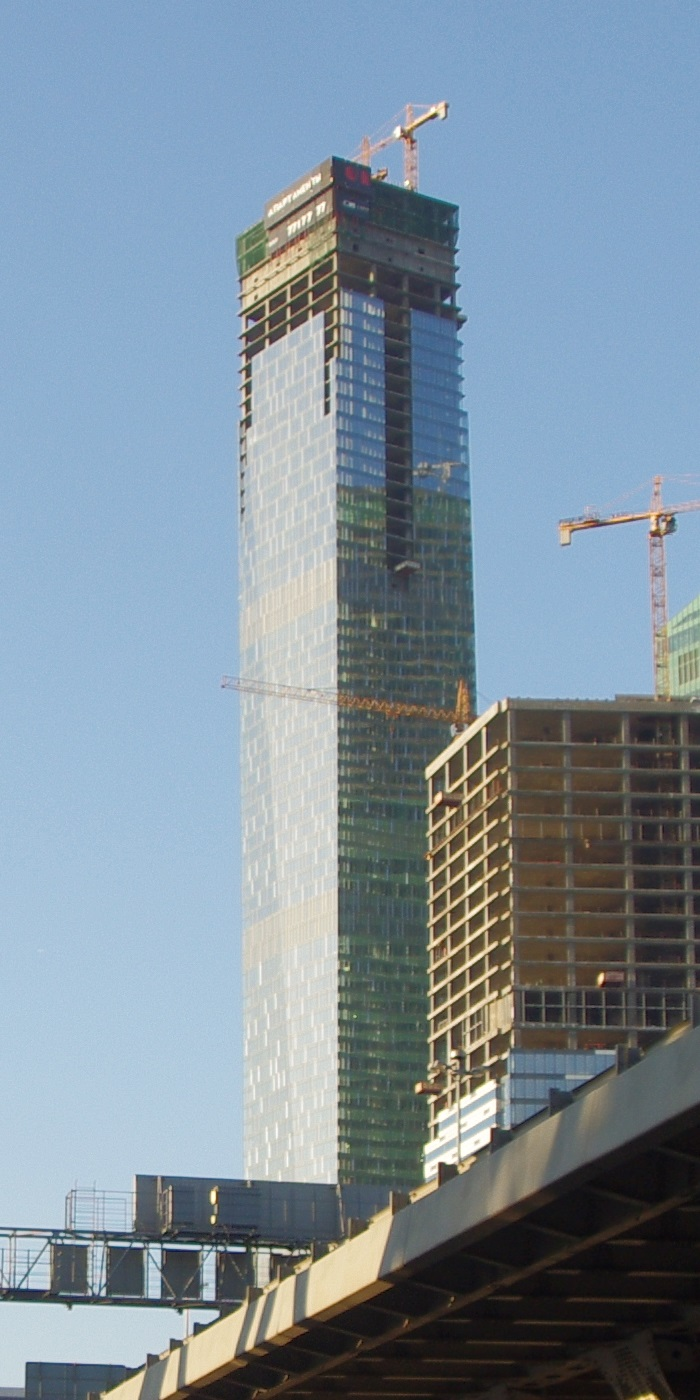
2 ноября 2014 года
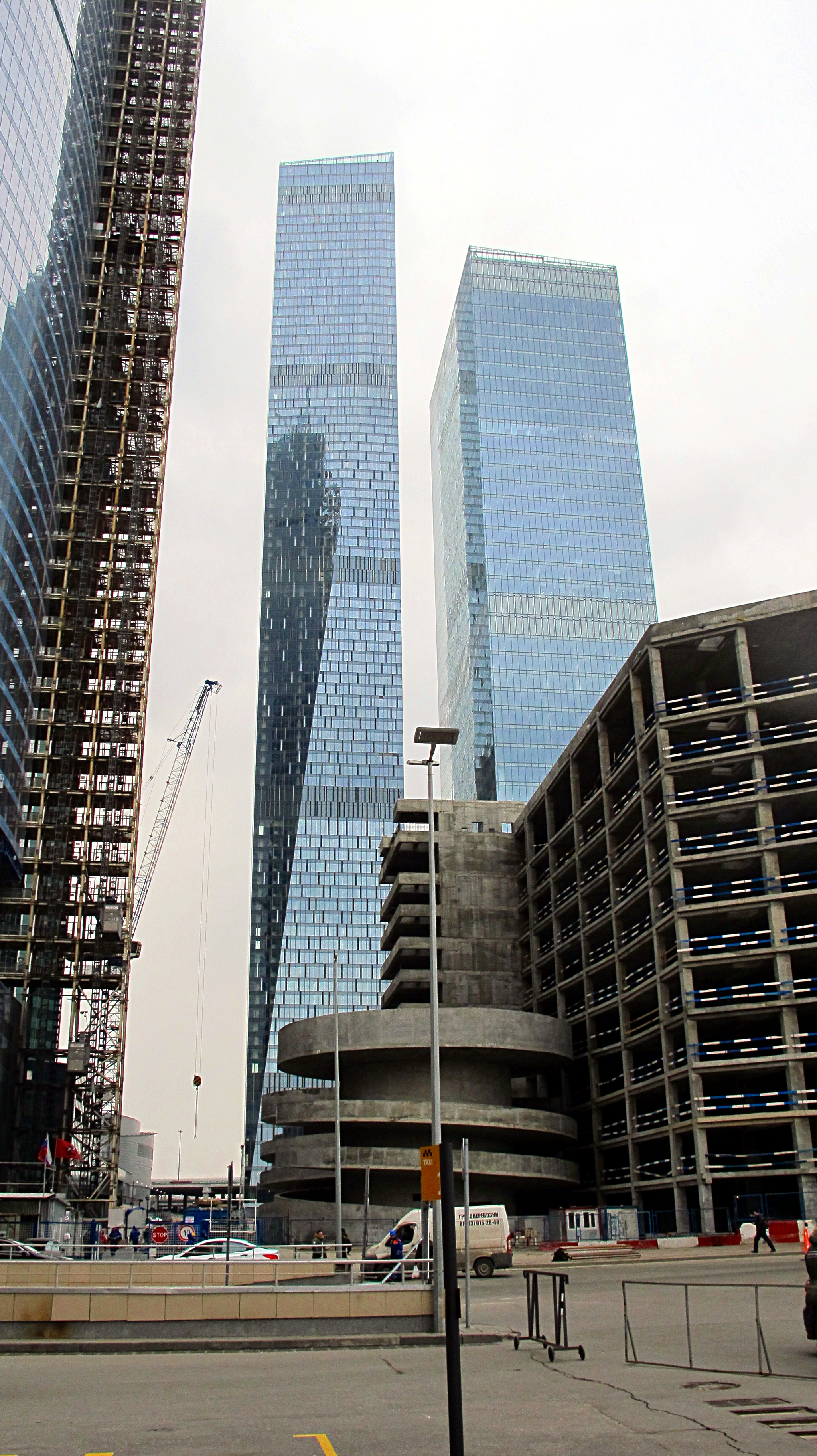
22 марта 2016 года
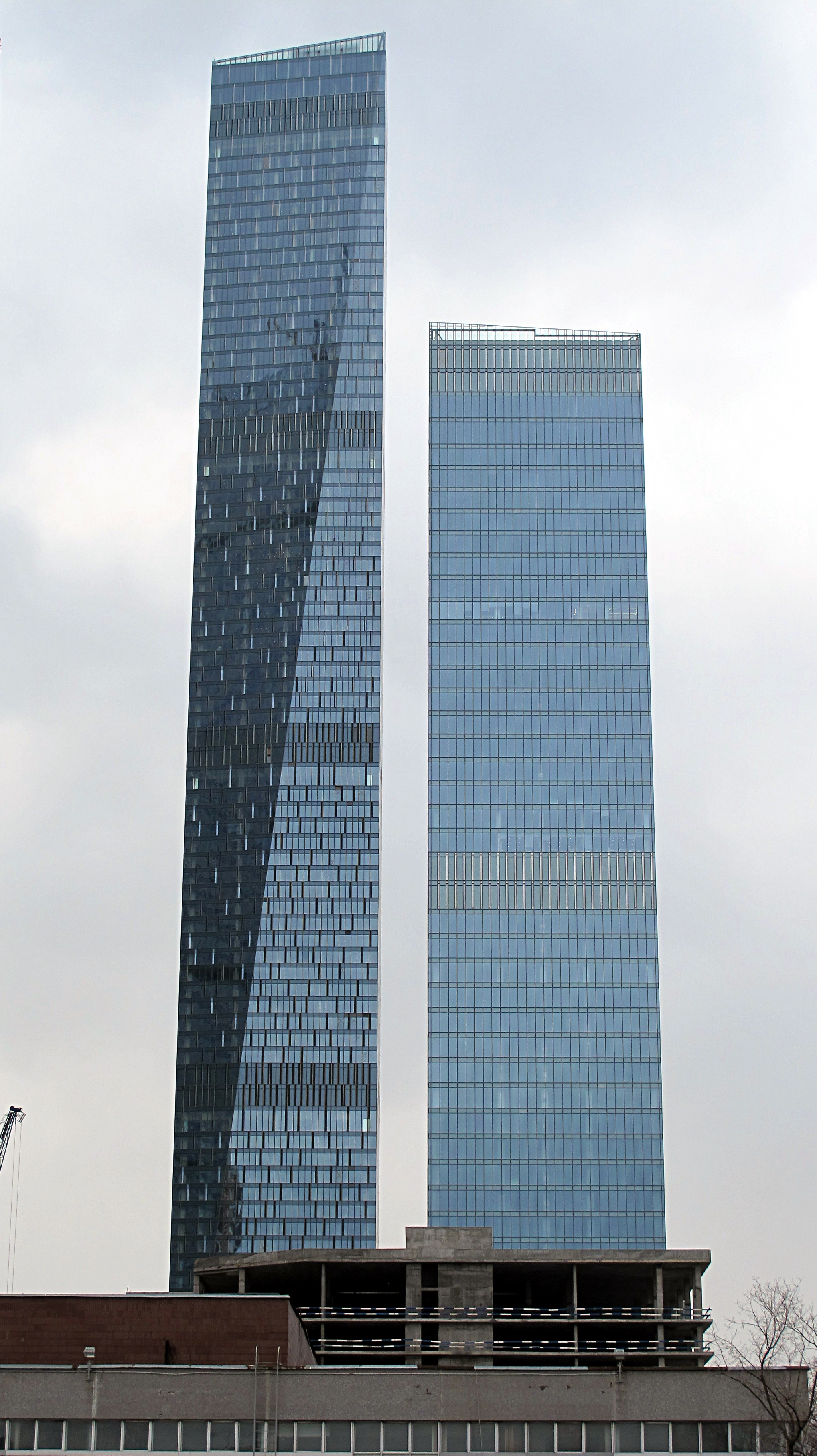
22 марта 2016 года
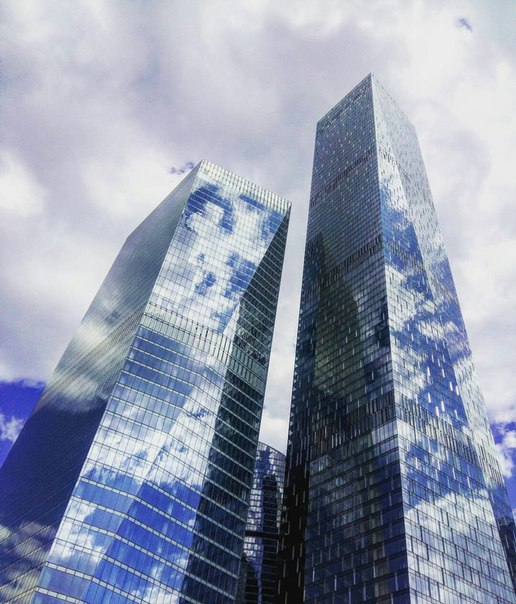
7 мая 2016 года
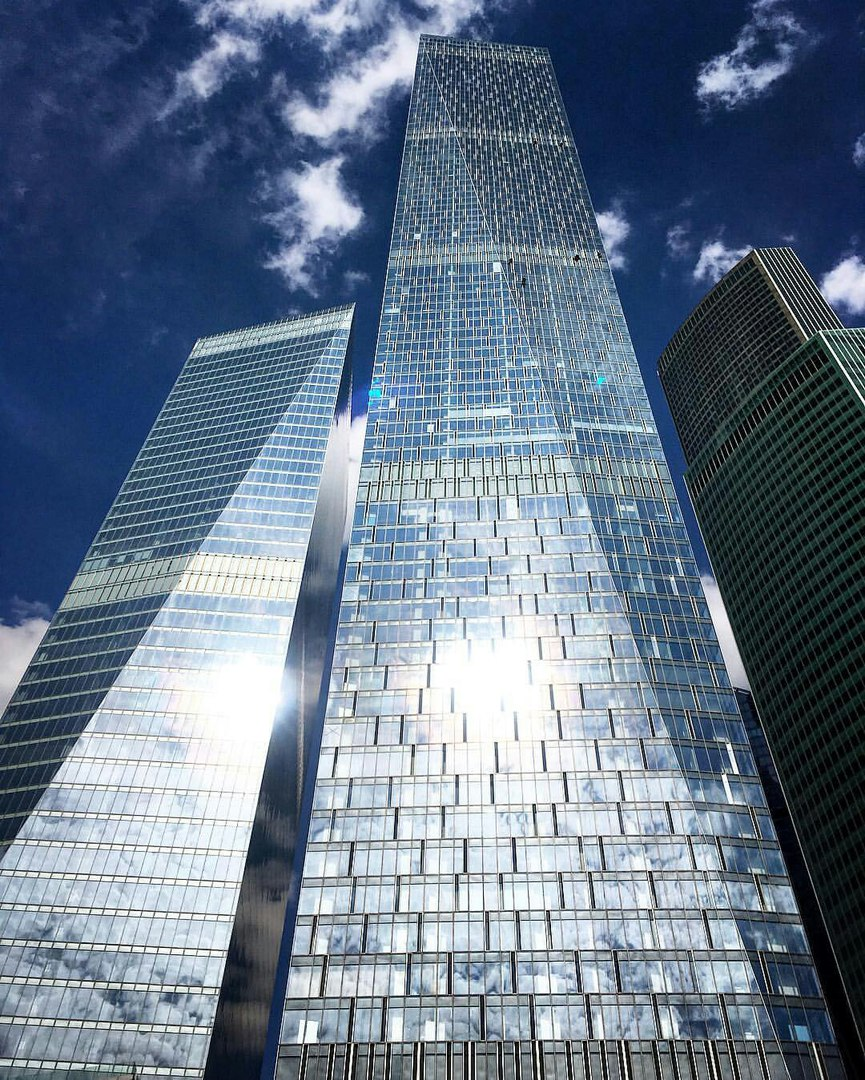
20 июня 2016 года